# Тан Вэй
Тан Вэй (кит. упр. 汤唯, пиньинь Tāng Wéi; род. 7 октября 1979, Ханчжоу) — китайская актриса, получившая известность благодаря фильму «Вожделение».

## Биография

### 1979—2006: Детство и юность
Тан Вэй родилась 7 октября 1979 года. Она была единственным ребёнком в семье бывшей актрисы и художника. Будущая актриса окончила профессиональную среднюю школу в своём родном городе в 1996 году. В то время девушка не мечтала о славе и стремилась стать археологом или адвокатом. Решение войти в индустрию развлечений Тан приняла после непродолжительной работы в качестве модели в 1997 году. В 2002 году окончила Центральную академию драмы в Пекине.
В 1995 году Тан Вэй познакомилась с Чжу Юйчэнем (англ. 朱雨辰). Они оба родом из окрестностей Шанхая, оба специализировались в драме и актёрском мастерстве. К 1998 году пара переехала жить вместе, продолжая при этом получать высшее образование. Они официально расстались в 2002 году, за несколько недель до того, как Чжу и Тан завершили обучение.
Вскоре после окончания университета Тан Вэй познакомилась со Стэном Лаем, известным американским режиссёром тайваньского происхождения. Лай был впечатлён актрисой и заявил: «Некоторые звезды не могут быть хорошими актерами, много хороших актёров не может быть хорошими звездами, но Тан Вэй посчастливилось сделать и то, и другое». Лай стал рекомендовать Тан Вэй некоторым режиссёрам и, таким образом, выбил для неё несколько ролей, хотя сама девушка на тот момент была относительно неизвестна за пределами своего родного города. Тан снялась в сериале «Полицейский Ласточка» (2004) и малосерийной университетской драме «Че Гевара» (2004). Позже она появилась в телевизионных драмах «Покидая Набережную улицу» (2005), «Восток встречается с Западом» (2005), «Рождённые в 60-х» (2006).

### 2006—2008: «Вожделение»
В июле 2006 года Тан была выбрана из более чем 10 000 актрис на роль в фильме Энга Ли «Вожделение» (2007) на главную роль Ван Цзячжи (Госпожа Мак). Для этой роли ей пришлось выучить шанхайский и сучжоуский диалекты, а также пройти подготовку в более формальном стиле одежды и поведения. За эту роль Тан получила национальную награду «Золотая лошадь» в номинации «Лучший новый исполнитель», и приобрела широкую известность за пределами Китая. В марте 2008 года Китайская государственная администрация кино, радио и телевидения (SARFT) приказала СМИ наложить на «Вожделение» запрет в связи с наличием демонстрации половых актов в фильме. Вслед за скандалом, сопровождавшим фильм, Тан Вэй потеряла многочисленные контракты в сфере рекламы и промоушна.
После успеха «Вожделения» Тан и её родители получили вид на жительство в Гонконге. В декабре 2007 года актриса закончила свои трёхлетние отношения с бойфрендом Тянь Юем (田羽).

### 2009 — настоящее время: «Поздняя осень» и «Пересекая Хеннеси»
Из-за скандала с «Вожделением» актриса на несколько лет выпала из обоймы киноиндустрии. Она была приглашена на роль в фильм Тянь Чжуанчжуана «Воин и волк» (2009), но впоследствии на её место была приглашена Мэгги Кью. Как сообщалось, девушка не теряла время даром и проходила обучение по классу актёрского мастерства в университете Рединга в Соединенном Королевстве.
С ноября 2009 по март 2010 года Тан Вэй снималась в картине «Поздняя осень» (2010) режиссёра Ким Тхэ Ена. В том же году она снялась ещё в одной картине — «Пересекая Хеннеси» (2010).
В сентябре 2010 года Тан Вэй была приглашена на роль первой жены Мао Цзэдуна в фильм «Создание партии» (2011). Однако в 2011 году сцены с её участием были вырезаны. Впоследствии внук Мао Цзэдуна, Мао Синьюй, признал, что они были вырезаны по его требованию, поскольку столь порочная женщина, как Тан Вэй, не достойна играть роль первой жены Председателя Мао.

## Фильмография
| Год  | Русское название   | Оригинальное название | Международное название | Роль                                  | Награда                        | Категория                | Результат |
| ---- | ------------------ | --------------------- | ---------------------- | ------------------------------------- | ------------------------------ | ------------------------ | --------- |
| 2007 | Вожделение         | 色戒                  | Lust, Caution          | Мак Тай Тай                           | Los Angeles Magazine Award     | Лучшая актриса           | Победа    |
| 2007 | Вожделение         | 色戒                  | Lust, Caution          | Мак Тай Тай                           | Asian Pacific Film and TV Expo | Лучшая актриса           | Победа    |
| 2007 | Вожделение         | 色戒                  | Lust, Caution          | Мак Тай Тай                           | Hollywood Awards               | Лучшая актриса           | Победа    |
| 2007 | Вожделение         | 色戒                  | Lust, Caution          | Мак Тай Тай                           | Venice Film Festival           | Лучшая новая актриса     | Победа    |
| 2007 | Вожделение         | 色戒                  | Lust, Caution          | Мак Тай Тай                           | Золотая лошадь                 | Лучший новый исполнитель | Победа    |
| 2010 | Поздняя осень      | 晚秋                  | Late Autumn            | Анна                                  |                                |                          |           |
| 2010 | Пересекая Хеннесси | 月满轩尼诗            | Crossing Hennessy      |                                       | Chinese Film Media Awards      | Лучшая актриса           | Победа    |
| 2010 | Пересекая Хеннесси | 月满轩尼诗            | Crossing Hennessy      | Hong Kong Film Critics Society Awards | Лучшая актриса                 | Номинация                |           |
| 2010 | Пересекая Хеннесси | 月满轩尼诗            | Crossing Hennessy      | Hong Kong Film Award                  | Лучшая актриса                 | Номинация                |           |
| 2010 | Пересекая Хеннесси | 月满轩尼诗            | Crossing Hennessy      | Золотая лошадь                        | Лучшая актриса                 | Номинация                |           |
| 2011 | Меченосцы          | 武俠                  | Wu Xia                 | Эйю                                   |                                |                          |           |
| 2011 | Ангелы скорости    | 极速天使              | Speed Angels           |                                       |                                |                          |           |
| 2014 | Золотая эра        | 黄金时代              | Golden Era             | Сяо Хун                               |                                |                          |           |
| 2015 | Кибер              | Blackhat              | Blackhat               | Линь Чен                              |                                |                          |           |
| 2021 | Решение уйти       | 헤어질 결심           | Decision to Leave      | Со-рэ                                 |                                |                          |           |